# روابط ایالات متحده آمریکا و قطر
ایالات متحده آمریکا و قطر دارای روابطی دو سویه هستند.

## تاریخچه
روابط دو کشور از مارس ۱۹۷۳ میلادی مصادف با گشایش سفارت آمریکا در دوحه (پایتخت قطر) توسعه پیدا کرد. نخستین سفیر آمریکا در قطر در ژوئیه ۱۹۷۴ (تیر ۱۳۵۳ خورشیدی) مشغول به کار شد. دو کشور به منظور افزایش امنیت در خلیج فارس به شکلی پیشگامانه توافقات دیپلماتیک داشته و برای پیشبرد مقاصد سیاسی خود در منطقه خاورمیانه از هماهنگی نزدیکی برخوردار بوده‌اند. قطر و آمریکا همچنین دارای روابط اقتصادی تنگاتنگی به ویژه در حوزه نفت و صنایع وابسته به آن دارند. قطر همچنین مراکز آموزشی بین‌المللی را در حوزه خلیج فارس به منظور تأمین نیاز منطقه، گسترش داده‌است. آمریکا دارای پایگاه‌های نظامی در کشور قطر است.

## روابط آموزشی
صدها دانشجوی قطری در ایالات متحده آمریکا مشغول به تحصیل هستند. تا سال ۲۰۰۸ میلادی شش دانشگاه آمریکایی در مجموعه شهر آموزشی دوحه دارای شعبه بوده‌اند. این دانشگاه‌ها عبارتند از:
- دانشکده هنر دانشگاه ویرجینیا کامنولث در قطر (VCUQ)
- دانشگاه کرنل در قطر (WCMC-Q)
- دانشگاه تگزاس ای اند ام در قطر (TAMUQ)
- دانشگاه کارنگی ملون در قطر (CMU-Q)
- دانشگاه جورج تاون با خدمات خارجی در قطر (SFS-Qatar)
- دانشگاه نورت‌وسترن در قطر

## دیدارهای سیاسی
مسئولان دو کشور تاکنون چندین بار در دو کشور با هم ملاقات کرده‌اند. به عنوان مثال:
- سفر حمد بن خلیفه آل ثانی به واشینگتن در ۱۵ فروردین ۱۳۹۰ خورشیدی[۶]
- سفر جرج دبلیو بوش رئیس‌جمهور ایالات متحده آمریکا به قطر در سال ۱۳۸۲ خورشیدی به منظور سخنرانی برای نیروهای نظامی آمریکا، مستقر در قطر[۷]
- سفر دونالد رامسفلد بیست و یکمین وزیر دفاع آمریکا به قطر در سال ۱۳۸۱ خورشیدی.[۸]

## روابط نظامی
در آغاز سال ۱۹۹۲ میلادی (اواخر ۱۳۷۱ خورشیدی) قطر یک قرارداد نظامی بنیادی با ایالات متحده آمریکا امضاء کرد. آمریکا هم اینک دارای پایگاه نظامی در قطر می‌باشد. از پایگاه‌های آمریکایی در قطر می‌توان به موارد زیر اشاره کرد:
- پایگاه هوایی العدید
- پایگاه بین‌المللی هوایی دوحه
- پایگاه نظامی سیلیه

### خرید تجهیزات نظامی در سال ۱۳۹۳
در سال ۱۳۹۳ خورشیدی ایالات متحده آمریکا ۱۱ میلیارد دلار تجهیزات نظامی به قطر فروخت. این تجهیزات شامل بوئینگ ای‌اچ-۶۴ آپاچی، سیستم‌های دفاعی ام‌آی‌ام-۱۰۴پاتریوت و اف‌جی‌ام-۱۴۸ زوبین می‌باشد. قطر همچنین تعدادی بالگرد ان‌اچ۹۰ از شرکت صنایع ان‌اچ خرید که ارزش آن‌ها ۲٫۷۶ میلیارد دلار می‌باشد.